# Do Thái giáo Hasidim

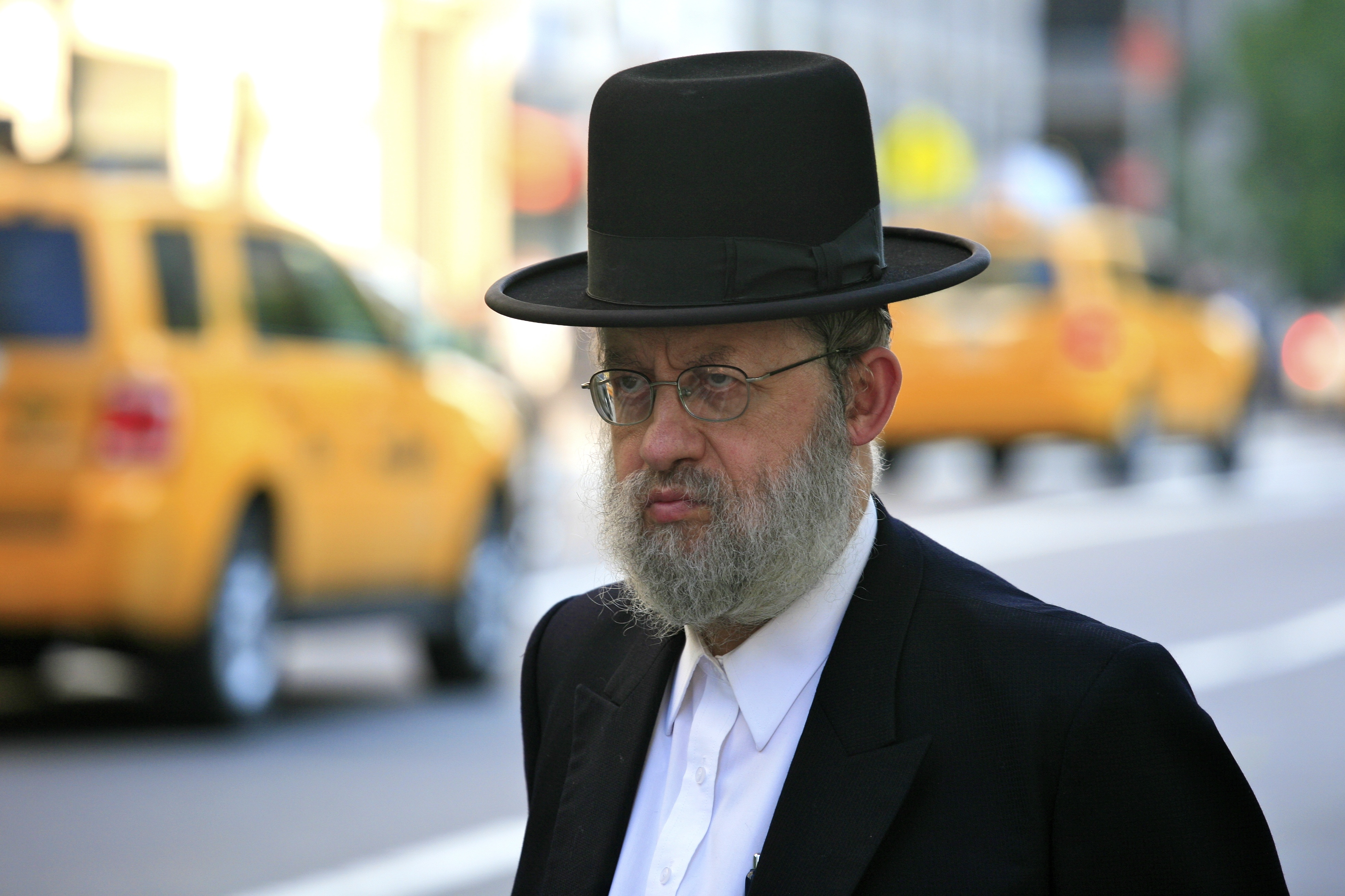
Hà Tây Đức Giáo tại thành phố New York Nước Mỹ Hoa Kỳ

Do Thái giáo Hasidim là một nhánh của Do Thái giáo Chính thống. Hasidim (phiên âm Hán Việt: Hà Tây Đức) nghĩa là lòng sùng tín, đạo đức hoặc lòng tử tế. Hà Tây Đức Giáo thúc đẩy tinh thần tâm linh thông qua việc phổ biến và quốc tế hóa huyền bí học Do Thái Giáo là khía cạnh nền tảng căn bản của đức tin. Người sáng lập ra Hà Tây Đức Giáo là Thầy Đạo Israel Baal Shem Tov vào thế kỷ thứ 18 ở Đông Âu. Hà Tây Đức Giáo nhanh chóng được phổ biến rộng rãi trong tất cả các tầng lớp xã hội Do Thái, đặc biệt là những người Do Thái ít học.

## Tư tưởng cơ bản của đạo Hà Tây Đức Giáo
Tư tưởng cơ bản của đạo Hà Tây Đức Giáo là sống một cuộc sống thánh thiện, đạo đức, và thiêng liêng. Ngay cả những hành động trần tục nhất trong cuộc sống sinh hoạt thường ngày cũng phải hành động một cách thánh thiện.

## Triết học Hà Tây Đức Giáo

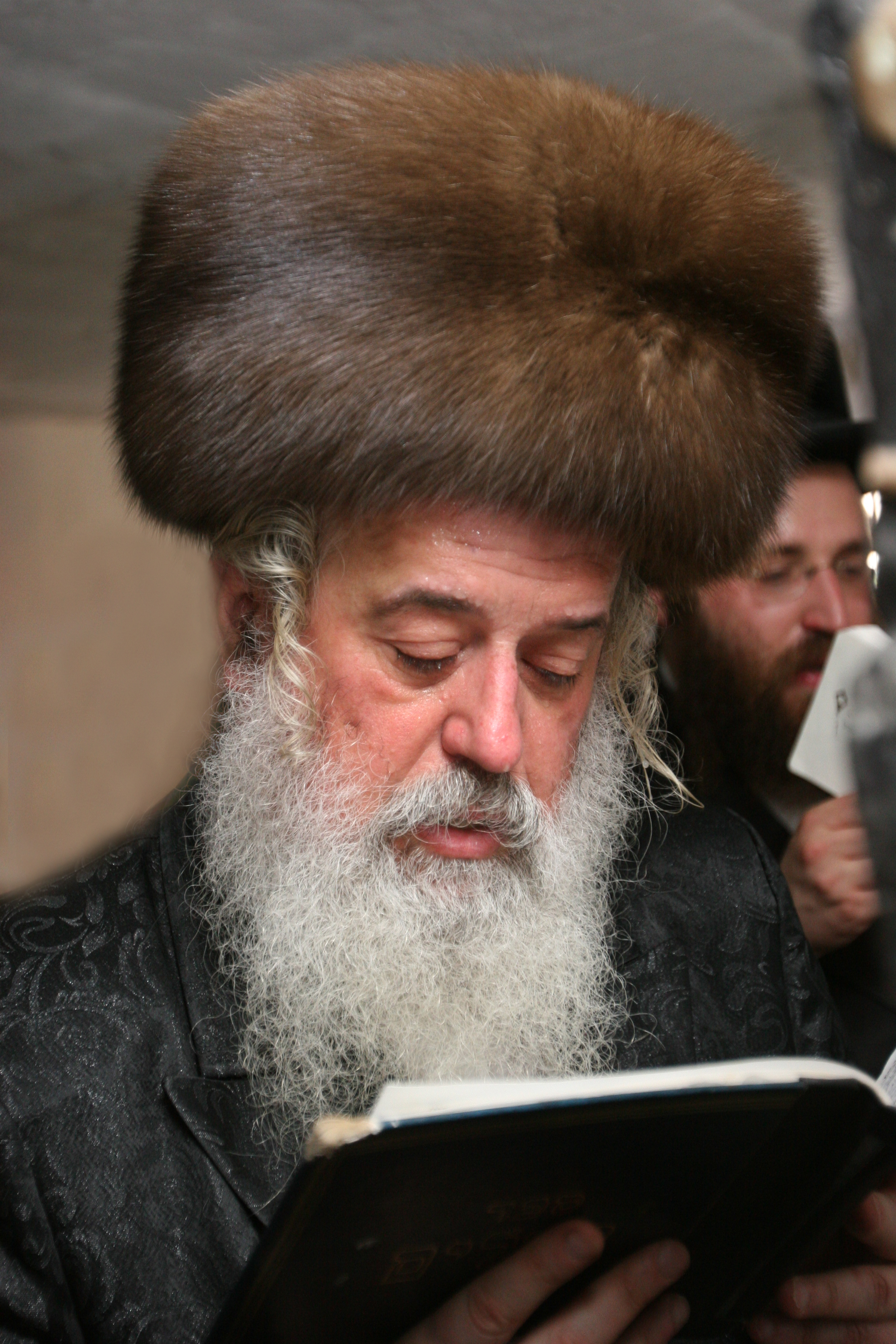
Trưởng lão người Do Thái trong hội Hà Tây Đức Giáo

Triết học Hà Tây Đức Giáo dạy một phương pháp suy niệm về Thiên Chúa, cũng như ý nghĩa bên trong của những điều răn, nghi lễ và pháp luật Kinh Thánh Torah. Triết học Hà Tây Đức Giáo có bốn mục tiêu chính:
1. Sự sống lại: Vào thời điểm Thầy Đạo Israel Baal Shem Tov thành lập Hà Tây Đức Giáo, người Do Thái bị tổn thương về thể chất vì bị giết chết trong những cuộc thảm sát (đặc biệt là người lãnh đạo Người Cossack Chmelnitzky 1648-1649) và sự nghèo khổ. Người do thái bị tổn thương về tinh thần bởi sự thất vọng vì sự xuất hiện của các Đấng Mêsia Giả. Kết quả là rất ít người Do Thái thực hành tôn giáo. Điều này đặc biệt đúng ở Đông Âu, nơi Hà Tây Đức Giáo bắt đầu. Hà Tây Đức Giáo đã làm sống lại người Do Thái cả về thể chất và tinh thần. Hà Tây Đức Giáo tập trung vào việc giúp đỡ người Do Thái về mặt tài chính tiền bạc, và sau đó hỗ trợ về mặt đạo đức và thực hành tôn giáo của họ thông qua giáo lý.
2. Đạo đức: Hà Tây Đức Giáo làm theo các điều răn, luật pháp của Kinh Thánh Torah theo mức độ mộ đạo.
3. Tinh tế: Hà Tây Đức Giáo cho rằng không nên chỉ đơn thuần là cố gắng để cải thiện tính cách bản thân bằng cách học hỏi những thói quen mới và cách cư xử. Một con người nên thay đổi bản chất tự nhiên. Sự thay đổi này được thực hiện bằng cách nội hóa và tích hợp các quan điểm triết học của Hà Tây Đức Giáo.
4. Sáng tỏ: Hà Tây Đức Giáo tin rằng các giáo lý bí truyền mật tông của thần thông Kabbalah có thể làm dễ dàng hiểu được đối với tất cả mọi người. Sự hiểu biết này để giúp cải thiện bản thân, bổ sung thêm chiều sâu và sức sống để thực hành nghi lễ tôn giáo.